# Gråhakad solfågel
Gråhakad solfågel (Anthreptes tephrolaemus) är en fågelart i familjen solfåglar inom ordningen tättingar.

## Utbredning och systematik
Fågeln förekommer från södra Nigeria till Angola, södra Sudan, Uganda och västra Kenya samt på ön Bioko i Guineabukten. Den betraktades tidigare som en del av Anthreptes rectirostris, men urskiljs sedan 2016 som egen art av Birdlife International och IUCN, sedan 2021 även av tongivande International Ornithological Congress (IOC).

## Status och hot
Arten har ett stort utbredningsområde, men tros minska i antal, dock inte tillräckligt kraftigt för att den ska betraktas som hotad. Internationella naturvårdsunionen IUCN listar arten som livskraftig (LC).